# マルトリートメント
マルトリートメント（英: maltreatment）とは、「人あるいは動物に対する残酷なもしくは暴力的な振る舞い」を意味する英単語であり、日本では特に「大人の子どもに対する身体的・性的・心理的虐待とネグレクト」を包括的に指す。

## 概要
デジタル大辞泉では厚生労働省が示す児童虐待の定義に相当するとある。本稿でもそれに習い、特に大人の子どもに対する振る舞いに着目し記述する。
厚生労働省による定義を以下に示す。
| 身体的虐待 | 殴る、蹴る、投げ落とす、激しく揺さぶる、やけどを負わせる、溺れさせる、首を絞める、縄などにより一室に拘束する など                   |
| 性的虐待   | 子どもへの性的行為、性的行為を見せる、性器を触る又は触らせる、ポルノグラフィの被写体にする など                                     |
| ネグレクト | 家に閉じ込める、食事を与えない、ひどく不潔にする、自動車の中に放置する、重い病気になっても病院に連れて行かない など                 |
| 心理的虐待 | 言葉による脅し、無視、きょうだい間での差別的扱い、子どもの目の前で家族に対して暴力をふるう（ドメスティック・バイオレンス：DV） など |

この定義はアメリカ疾病予防管理センターが示す児童虐待（英: Child maltreatment）とほぼ一致している。

## マルトリートメントによる影響
マルトリートメントを放置することによって起こりうる心身の危険は以下のように考えることができる。
身体的な危険
死に至る危険及び後遺障害
精神的な危険
人格障害や摂食障害及び依存
被害を繰り返し受ける危険
他人の手で育てられることになったとしても、マルトリートメントによって他者を信頼できなくなる、あるいは他者と関わる方法を暴力や性的行為以外に知らずそれを求めるようになる可能性がある
加害に至る危険
虐待の被害者は虐待に至ることが多いとされる